# Communauté de communes de la Vanne et du Pays d'Othe
La communauté de communes de la Vanne et du Pays d'Othe est une communauté de communes française, située dans le département de l'Yonne en région Bourgogne-Franche-Comté.

## Histoire
La communauté de communes de la Vanne a été créée le 29 décembre 1994.
Le 1er janvier 2013, la commune de Bœurs-en-Othe porte le nombre de ses communes adhérentes à 19.
Le 1er janvier 2014, cinq nouvelles communes adhérent dans le cadre du SDCI : Courgenay, Lailly, Molinons, Pont-sur-Vanne et Saint-Maurice-aux-Riches-Hommes.

## Composition
La communauté de communes est composée des 22 communes suivantes :

| Nom                             | Code Insee | Gentilé         | Superficie (km2) | Population (dernière pop. légale) | Densité (hab./km2) |
| ------------------------------- | ---------- | --------------- | ---------------- | --------------------------------- | ------------------ |
| Villeneuve-l'Archevêque (siège) | 89461      | Villeneuviens   | 6,89             | 1 111 (2022)                      | 161                |
| Arces-Dilo                      | 89014      | Arçois          | 27,02            | 612 (2022)                        | 23                 |
| Bagneaux                        | 89027      | Balnéotiens     | 16,24            | 201 (2022)                        | 12                 |
| Bœurs-en-Othe                   | 89048      | Boeurois        | 22,3             | 337 (2022)                        | 15                 |
| Cérilly                         | 89065      |                 | 7,29             | 50 (2022)                         | 6,9                |
| Cerisiers                       | 89066      | Cerisiquois     | 25,78            | 1 002 (2022)                      | 39                 |
| Les Clérimois                   | 89111      | Clermontains    | 12,61            | 298 (2022)                        | 24                 |
| Coulours                        | 89120      | Coulouriens     | 17,4             | 140 (2022)                        | 8                  |
| Courgenay                       | 89122      | Curginiens      | 29,87            | 565 (2022)                        | 19                 |
| Flacy                           | 89165      | Flaciens        | 12,5             | 122 (2022)                        | 9,8                |
| Foissy-sur-Vanne                | 89171      | Fusciacois      | 15,75            | 286 (2022)                        | 18                 |
| Fournaudin                      | 89181      | Fournaudinois   | 9,16             | 130 (2022)                        | 14                 |
| Lailly                          | 89214      | Laitiens        | 22,48            | 202 (2022)                        | 9                  |
| Molinons                        | 89261      | Molinonais      | 11,97            | 272 (2022)                        | 23                 |
| Pont-sur-Vanne                  | 89308      | Vannipontains   | 10,47            | 205 (2022)                        | 20                 |
| La Postolle                     | 89310      | Postolliers     | 11,59            | 152 (2022)                        | 13                 |
| Saint-Maurice-aux-Riches-Hommes | 89359      |                 | 33,17            | 408 (2022)                        | 12                 |
| Les Sièges                      | 89395      | Siégeois        | 23,59            | 427 (2022)                        | 18                 |
| Les Vallées de la Vanne         | 89411      |                 | 33,72            | 1 012 (2022)                      | 30                 |
| Vaudeurs                        | 89432      | Vaudeurinois    | 27,45            | 471 (2022)                        | 17                 |
| Vaumort                         | 89434      | Vallimaurais    | 14,52            | 345 (2022)                        | 24                 |
| Villechétive                    | 89451      | Villechétiviens | 9,42             | 261 (2022)                        | 28                 |

## Politique et administration
Le siège de la communauté de communes est situé dans la mairie de Villeneuve-l'Archevêque.

### Conseil communautaire
L'intercommunalité est gérée par un conseil communautaire composé de délégués issus de chacune des communes membres et élus pour une durée de six ans, coïncidant ainsi avec les échéances des scrutins municipaux. À compter des élections municipales de 2014, ils sont répartis selon la population des communes, à raison de 2, 3, 4 ou 6 délégués, selon que la commune comptât moins de 300, moins de 600, moins de 1 000 ou plus de 1 000 habitants.
Les délégués sont depuis lors répartis comme suit :
| Nombre de délégués | Communes |
| ------------------ | --- |
| 6                  | Villeneuve-l'Archevêque |
| 4                  | Arces-Dilo, Cerisiers |
| 3                  | Bœurs-en-Othe, Chigy, Courgenay, Saint-Maurice-aux-Riches-Hommes, Les Sièges, Theil-sur-Vanne, Vaudeurs, Vaumort                                        |
| 2                  | Bagneaux, Cérilly, Les Clérimois, Coulours, Flacy, Foissy-sur-Vanne, Fournaudin, Lailly, Molinons, Pont-sur-Vanne, La Postolle, Vareilles, Villechétive |

### Présidence
Le conseil communautaire élit un président pour une durée de six ans. Son président actuel est Sébastien KARCHER.
| Période                                  | Période  | Identité          | Étiquette | Qualité                                        |
| ---------------------------------------- | -------- | ----------------- | --------- | ---------------------------------------------- |
| Les données manquantes sont à compléter. |          |                   |           |                                                |
| [Quand ?]                                | 2014     | Michel Rébéquet   | DvG       | Instituteur. Maire de Villeneuve-l'Archevêque. |
| 2014                                     | 2020     | Luc Maudet        |           | Maire des Vallées de la Vanne                  |
| 2020                                     | En cours | Sébastien Karcher |           | Maire de Villeneuve l'Archevêque               |

### Sources
- Site officiel
- Office de tourisme
- Le SPLAF (Site sur la population et les limites administratives de la France)
- La base ASPIC